# نورسئوتریسین
نورسئوتریسین(به انگلیسی: Nourseothricin) (NTC) یکی از اعضای استرپتوتریسینی دسته آنتی‌بیوتیک‌های آمینوگلیکوزید است که توسط گونه‌های پیچیده‌قارچ تولید می‌شود. از نظر شیمیایی، NTC مخلوطی از ترکیبات استرپتوتریسین C, D، E و F است. نورسئوتریسین سنتز پروتئین را با القاء نادرست، مهار می‌کند. 

## خصوصیات
نورسئوتریسین در آب بسیار محلول است (۱ گرم در میلی لیتر) و به مدت ۲ سال در دمای ۴ درجه سانتی‌گراد در محلول پایدار است.